# Pajek (sura)
Pajek (arabsko Al-Ankabut) je 29. sura (poglavje) v Koranu, ki jo sestavlja 69 ajatov (verzov). Je meška sura.
Med opravljanjem molitve (salata oz. namaza) pri tej suri verniki opravijo 7 ruku'jev (priklonov).